# Euploea sepulchralis
Euploea sepulchralis är en fjärilsart som beskrevs av Butler 1866. Euploea sepulchralis ingår i släktet Euploea och familjen praktfjärilar. Inga underarter finns listade i Catalogue of Life.